# Väster-Linsjön
Väster-Linsjön är en sjö i Ånge kommun i Medelpad och ingår i Ljungans huvudavrinningsområde. Sjön är 8,9 meter djup, har en yta på 0,716 kvadratkilometer och befinner sig 346,4 meter över havet. Sjön avvattnas av vattendraget Linsjöbäcken. Vid provfiske har abborre, gädda och mört fångats i sjön.

## Delavrinningsområde
Väster-Linsjön ingår i det delavrinningsområde (691051-146789) som SMHI kallar för Utloppet av Väster-Linsjön. Medelhöjden är 377 meter över havet och ytan är 5,98 kvadratkilometer. Det finns inga avrinningsområden uppströms utan avrinningsområdet är högsta punkten. Linsjöbäcken som avvattnar avrinningsområdet har biflödesordning 2, vilket innebär att vattnet flödar genom totalt 2 vattendrag innan det når havet efter 169 kilometer. Avrinningsområdet består mestadels av skog (85 procent). Avrinningsområdet har 0,72 kvadratkilometer vattenytor vilket ger det en sjöprocent på 12 procent.